# Nøjesgaw
Nøjesgaw er en nytårstradition fra Århusegnen. Traditionen består i at man ved første kontakt efter nytår udbeder sig en nytårsgave ("nøjesgaw" udtales med hovedtryk på første stavelse), og den som kommer først med forespørgslen har ret til en lille gave (f.eks. et stykke slik eller kage) fra modparten.
| Folkekultur | Spire Denne artikel om folkelig kultur og folkeminder er en spire som bør udbygges. Du er velkommen til at hjælpe Wikipedia ved at udvide den. |